# Felice Feliciano
Felice Feliciano (lat. Felix Felicianus, * 1433 in Verona; † um 1479 in Rom) war ein italienischer Humanist, Sammler von antiken Schriften und Münzen, sowie Experte der römischen Epigrafik. Er war aber hauptsächlich Kalligraf, Buchmaler und Autor des ersten geometrisch konstruierten römischen Buchstabenalphabets, das sogenannte ALPHABETVM ROMANVM (um 1460).

## Leben und Wirken
Felice Feliciano „da Verona“, der das Alphabetum Romanum entwarf, lebte und wirkte in Verona. Er erhielt eine „humanistische Ausbildung“ und lernte Latein (wahrscheinlich auch Griechisch), hatte aber nicht die Mittel, um als unabhängiger Gelehrter leben zu können. Ein junger, begabter, aber mittelloserer Humanist (ohne Lehrtätigkeit) konnte durch sorgfältiges Schreiben und Kopieren alter, wertvoller Bücher (für Wohlhabende und Bibliophile) sein Geld verdienen. Seine erfindungsreichen Initialen schmücken die kalligrafischen Abschriften.
Die Erforschung des Altertums, vor allem das Sammeln und Kopieren antiker Inschriften, interessierte ihn als Schriftkünstler und Buchmaler. Sein großes Vorbild war Cyriacus von Ancona und seine Heimatstadt Verona bot ihm dazu viele Anregungen. Er nannte sich deshalb selber einen „Scriptor“ und „Antiquarius Felix“. In einem Brief an seinen Freund, Maler und Kupferstecher Andrea Mantegna schrieb er ihm 1464 die Ergebnisse seiner Funde. Im gleichen Jahr hatten beide eine archäologische Entdeckungsfahrt an den Gardasee gemacht. Diese Reise, unter der Führung von Samuele da Tradate hielt er als »Jubilatio« fest.

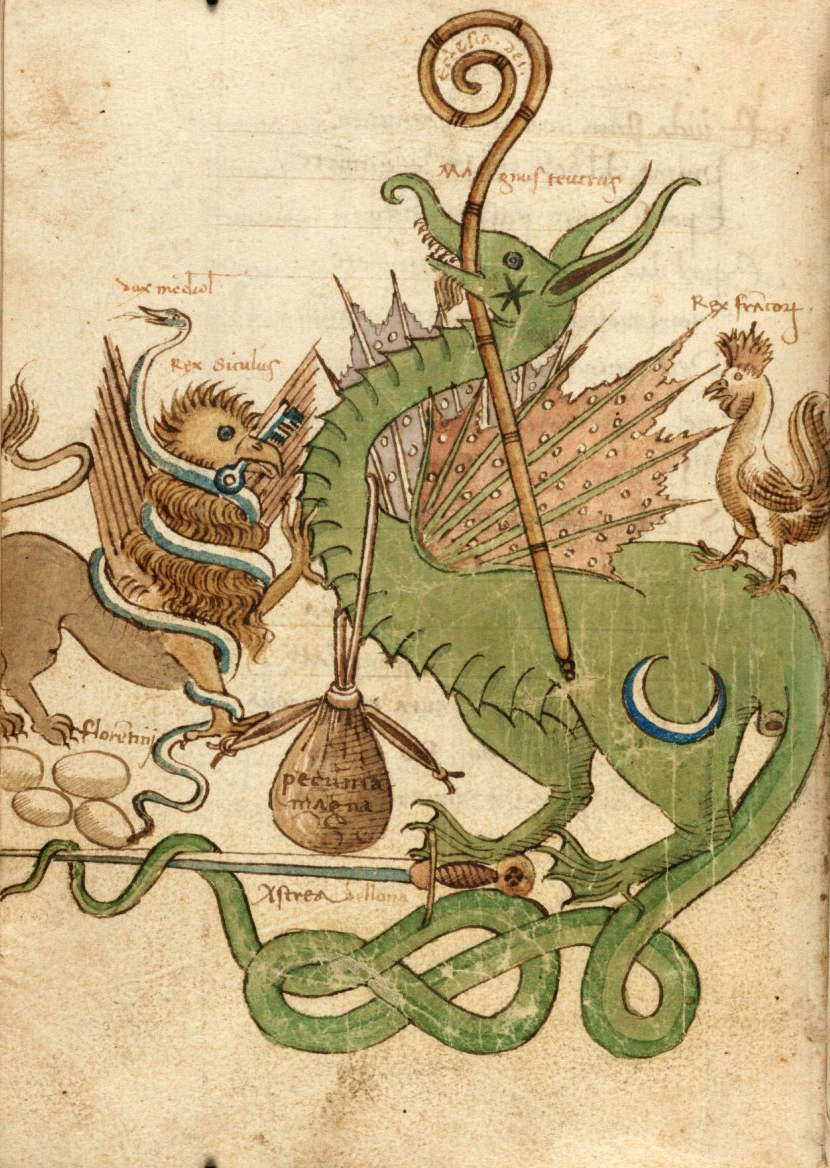
Buchmalerei in Gedichte und Briefe („Rimi e Epistolae“)
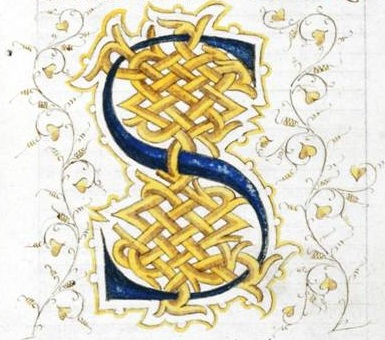
Initial-S (zweifarbig) mit Flechtwerk und Ranken; das S von SOCRATIS
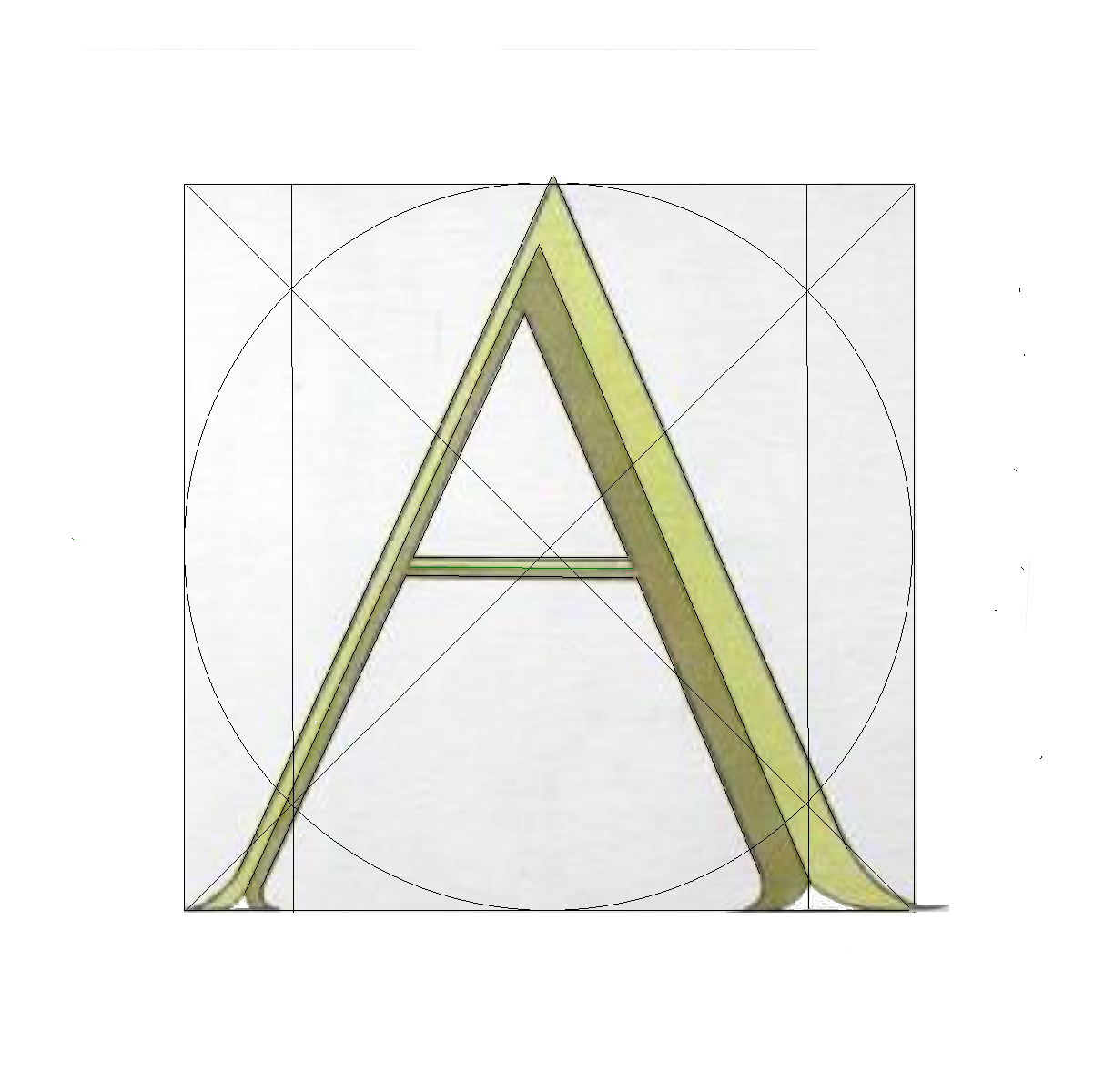
Konstruktion des <A> mit Konstruktionslinien (nach G. Mardersteig)

Alphabetum Romanum
Der in Verona entstandene Codex ist die erste humanistische Abhandlung über die Konstruktion römischer Großbuchstaben. Es enthält ein komplettes lateinisches Alphabet, zwei Buchstaben auf jedem Blatt, unter dem die Regeln für ihre Gestaltung angegeben sind. Der letzte Teil enthält ein Rezept für Farben. Das Original ist handkoloriert mit Text in italienischer und lateinischer Sprache, sowie einem Epigramm (Nachwort) von Paolo Ramusio (1481), das sich in der Vatikanischen Bibliothek befindet.
Feliciano hat die römische Capitalis monumentalis intensiv studiert, indem er ihren Aufbau und ihre Konstruktion untersucht und nachgemessen hat. Mit dieser „messenden Analyse“ wollte er als Schriftkünstler „dahinter kommen“, warum die Lapidarschrift so überzeugend wirkte. Die Schriftgeschichte vor Feliciano war durch vielfaches Abschreiben und „Augenmaß“ bestimmt. In seinem Manuskript hat er diese Majuskeln, künstlerisch gestaltet und mit Konstruktionsbeschreibungen versehen. Unter dem Buchstaben A erklärt Feliciano: Es war ein antiker Brauch, den Buchstaben aus Kreis und Quadrat abzuleiten ... Und dies, wie ich, Felice Feliciano, es durch Nachmessen in den antiken Schriftzeichen (auf Marmortafeln) wiedergefunden habe ... so im erhabenen Rom wie an anderen Stätten.
Mit seinem Alphabetum Romanum war Feliciano vielen nachfolgenden Kalligrafen und Stempelschneidern ein Vorbild: dem Mathematiker Luca Pacioli, dem Typografen Francesco Torniello da Novara und dem Künstler Albrecht Dürer.
Alchemist und Inkunabel-Drucker
Zwischen 1470 und 1473 wohnte Feliciano in Bologna, wo er in den „Bann der Alchemie“ geriet. Bei seiner Suche nach alten Manuskripten stieß er auf eine lateinische Übersetzung des arabischen Alchemisten Geber, um Gold „herzustellen“. Er suchte nach Mineralen und Erze und machte Schmelzversuche. Sein Vermögen wurde durch diese Leidenschaft für Alchemie gänzlich verbraucht. Bei einem „Gönner“, Gregorio Lavagnolo, konnte er in dessen Villa in Poiano (bei Verona) wohnen. Zum Dank widmete Feliciano die Novelle »Justa Victoria« dessen Frau (mit großer Initiale auf dem Titelblatt und zwei Miniaturen).
Feliciano lebte gerade in der Zeit, als der Buchdruck in Italien „ankam“. Er begann (im Auftrag von Lavangnolo?) 1476 in Poiano zu drucken, zusammen mit Innocenzo Ziletti. Man kennt aus dieser Officin nur ein einziges Werk, nämlich die von Feliciano betreute Übersetzung »Libro degli huomini famosi« von Francesco Petrarcas »De viris illustribus«. Es sind 36 Biografien »Vitae Illustri Capitani« (übersetzt von Donato degli Albanzani), wozu er eine Vorrede schrieb und in Holzschnittrahmen die Miniaturen dieser „Berühmten Männer“ zeichnete.

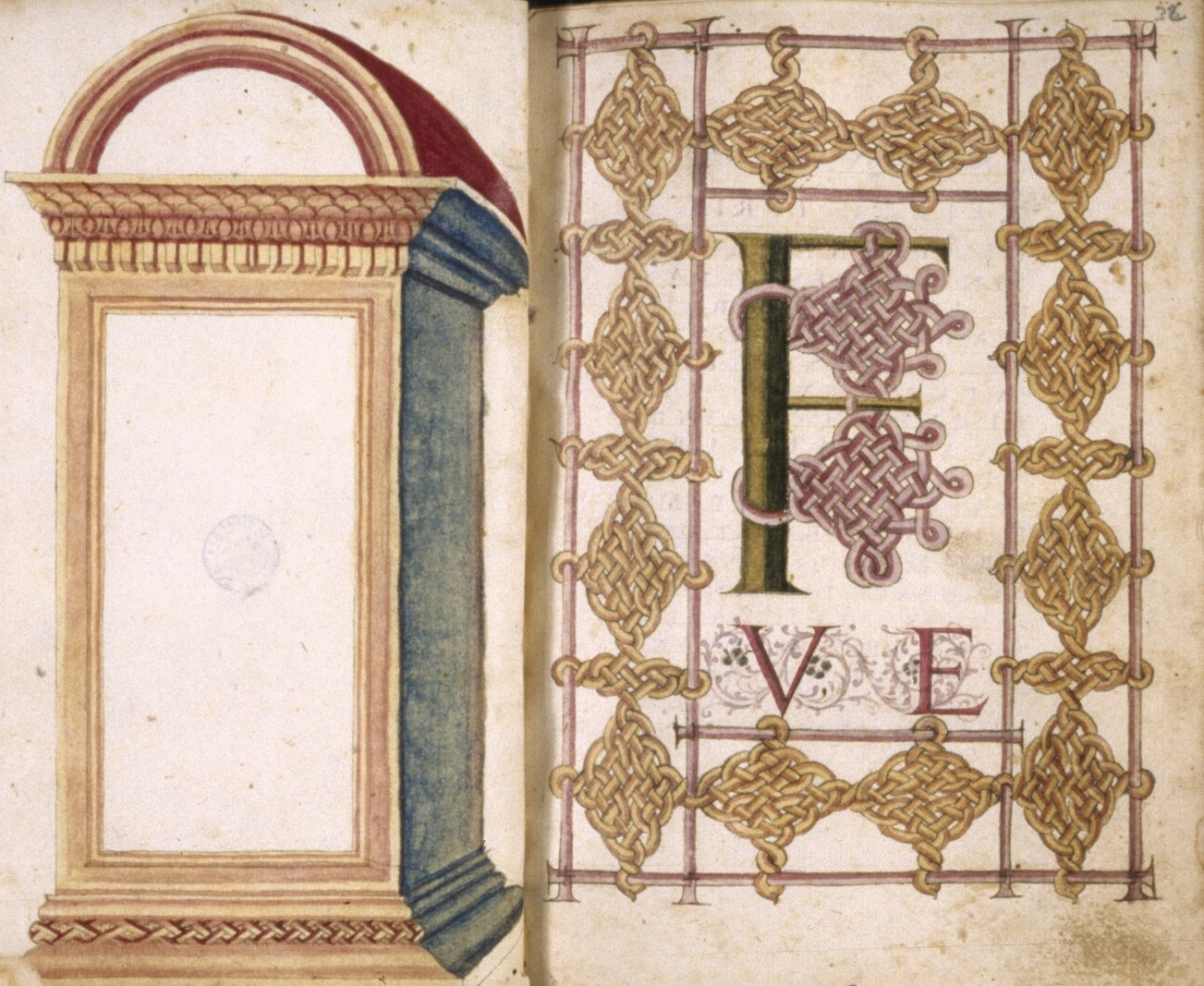
Titelblatt mit F-Initiale vom Manuskript Justa Victoria
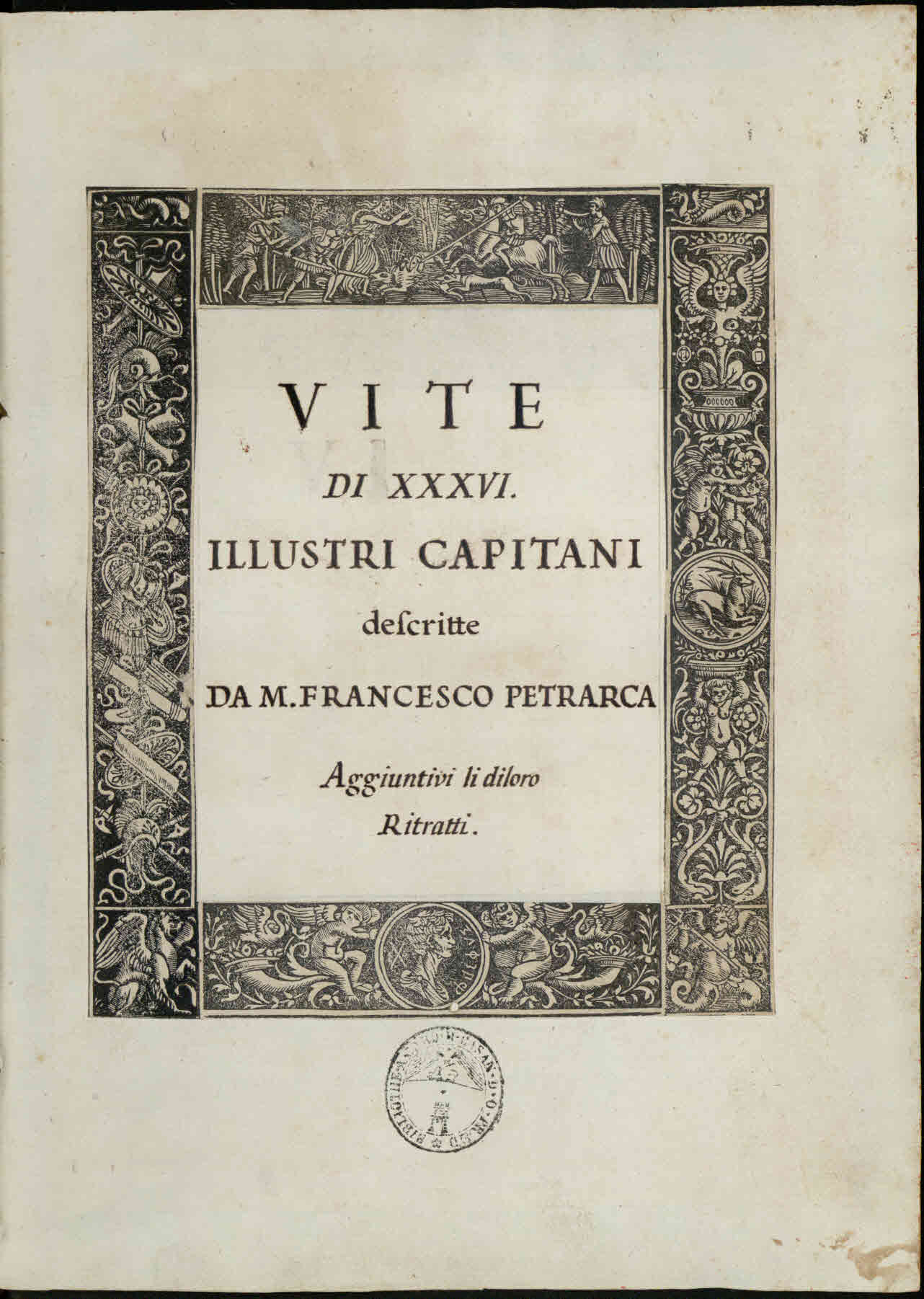
1. Druck (Inkunabel) von De viris illustribus, (Libro huomini famosi)
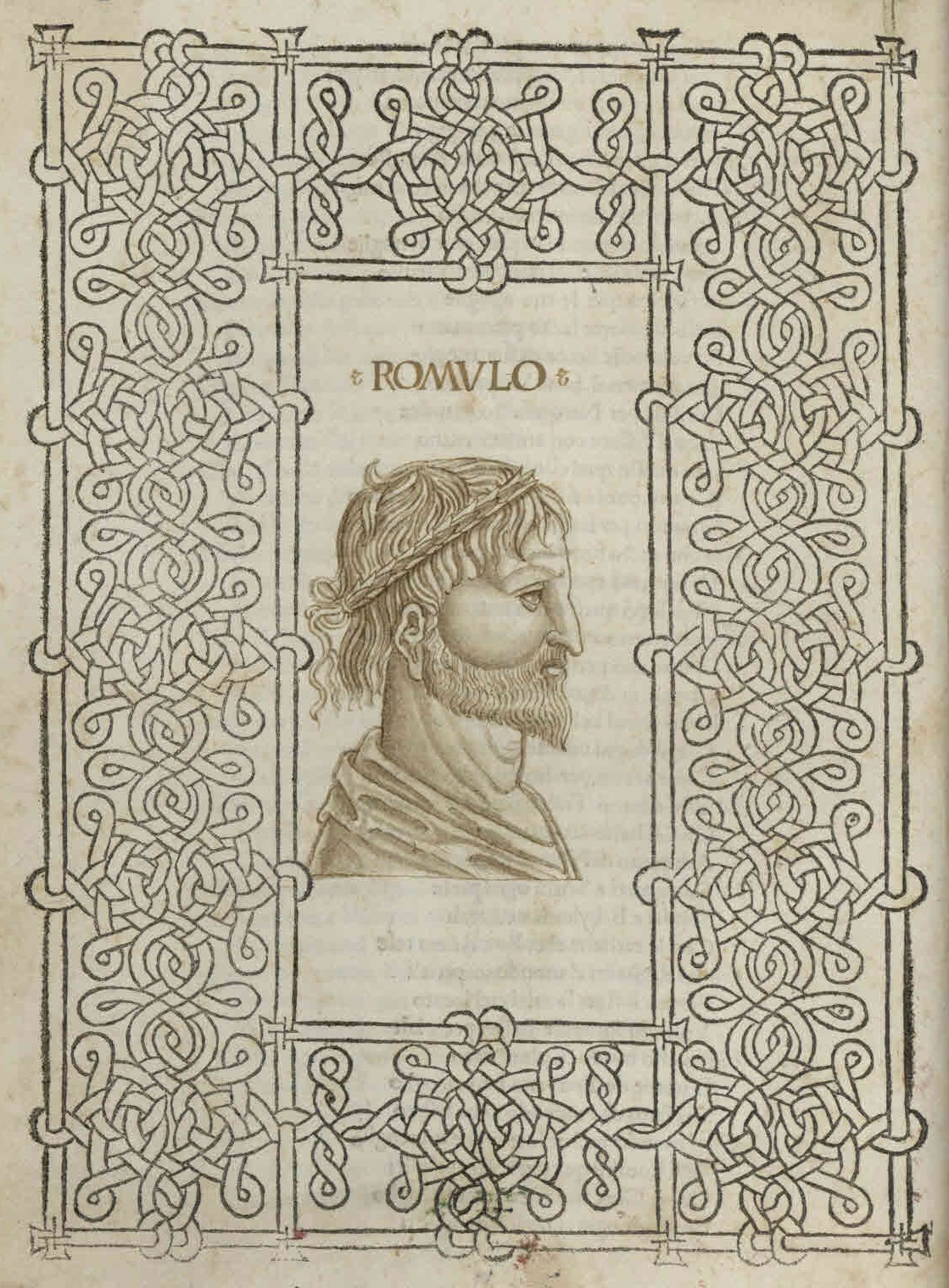
Miniatur von ROMULUS im Holzschnitt-Rahmen

Im Auftrag von seinen Freund und Maler Francesco Porcari reiste er 1478 nach Rom. Feliciano entfloh der „fiebrigen Hitze“ von Rom und scheint kurz darauf gestorben zu sein, erst 46 Jahre alt. Bereits 1481 schrieb Paolo Ramusio ein Epigramm am Ende des Alphabetum Romanum (im Nachlass von Feliciano).
Eine Biennale in Verona ist nach Feliciano benannt: Premio Internazionale Felice Feliciano (per la Storia, l’Arte e la Qualita del Libro). Die Preisträger von außergewöhnlich schön gestalteten Büchern waren unter anderen Heinrich Eduard Jacob (aus der Katzengraben-Presse)
Gert Wunderlich (Typograf), Rainer Groothuis und Bram de Does.